# Rudolf Popler
Rudolf Popler (29. května 1899, Vysoké Mýto – Choceňské Předměstí – 16. října 1932, Pardubice) byl jeden z nejvýznamnějších všestranných dostihových jezdců meziválečného Československa. Dvakrát zvítězil ve Velké pardubické. Zahynul po pádu v dostihu, který dnes nese název Poplerův memoriál.

## Životopis

### Osobní život
Popler se narodil 29. května 1899. Měl i dvojče: sestru Annu. Vyrůstal ve starém mlýně zvaném Jangelec. Ke koním se dostal hlavně díky svému strýci, který jej poprvé vzal na Velkou Pardubickou. Za dobré výsledky na gymnáziu dostal i svého prvního koně. Po ukončení studia gymnázia nastoupil na vojenskou službu u hulánského pluku a absolvoval školu záložních důstojníků v rakouském Stockerau. Poté odešel na frontu do Itálie a když se později vrátil do Československa, obdržel válečný kříž. V roce 1929 byl dokonce jmenován učitelem jízdy na vojenském učilišti v Pardubicích.
Sestra Anna, provdaná Fischerová měla dva syny: staršího Alberta a Jana.

### Kariéra
Rudolf Popler patřil mezi vynikající generaci jezdců zaměstnaných v Československé armádě a věnujících se sportovním disciplínám - jezdectví i dostihům.
Startoval na dvojích olympijských hrách. Na olympijských hrách v Paříži v roce 1924 obsadil v parkurovém skákání 23. místo. Na olympijských hrách v Amsterdamu v roce 1928 soutěž v parkurovém skákání vyhrál Čech František Ventura, Popler ale v sedle Denka závod nedokončil a kvůli němu nebylo klasifikováno ani české družstvo.
Vynikl ale zejména v dostizích – v rozmezí třinácti let startoval v 506 dostizích, z nichž ve 140 zvítězil, ve 108 byl druhý a v 78 třetí.
Dvakrát zvítězil ve Velké pardubické steeplechase. Poprvé v roce 1926 v sedle klisny All Right II, a to navzdory čtyřem pádům. All Right II o rok později ve Velké pardubické spolu s dalšími třemi koňmi zahynula. Podruhé si Popler vítězství ve Velké pardubické připsal v roce 1930 v sedle Gyi Lovam! v rekordu dráhy 12 minut. Jelikož se v tomto roce poprvé uskutečnil první rozhlasový přenos ze závodiště, mohlo jeho vítězství sledovat celé Československo.
V roce 1931 odjel do Anglie, aby se zúčastnil Velké liverpoolské, v druhém kole však dostih vzdal.

### Úmrtí v dostihu
Dne 16. října 1932 se zúčastnil znovu Velké pardubické a po strhujícím boji skončil o krk druhý. Navzdory únavě a přes varování přátel chtěl alespoň zvítězit v Kinského memoriálu. Byl to však jeho poslední dostih. Na druhém skoku, na 80 cm vysokém dvojbradlí, které není nejtěžší, jeho kůň Ella klopýtl a dopadl plnou vahou na svého jezdce. Při převozu do nemocnice Popler zemřel. Osudové dvojbradlí nese dnes jméno Poplerův skok.
Pohřeb se konal 19. října. Na poslední den Rudolfa Poplera vzpomínal např. jeho kolega, npor. jezdectva Jaromír Skopalík (mj. vedl pohřební eskadronu na pohřbu na městský hřbitov ve Vysokém Mýtě): „Toho nešťastného roku, kdy jel naposled, jsem stál na tribuně s jeho sestrou a dívali se na ‚Velkou‘ s napětím jak dopadne. Špatně – o koňskou délku přišel Ruda jako druhý. Byla to nešťastná prohra. Těšil jsem se, že příští rok tomu bude obráceně, že zvítězí. Po ‚Velké‘ následovala ta jeho jízda poslední. Vedl jako jistý vítěz na řadu délek před ostatními. Nepatrná překážka se stává jeho překážkou poslední. Kůň předníma nohama zachycuje, převrací se na záda a pod ním leží Ruda. Kůň běží dál, ale Ruda zůstává na zemi. Za několik okamžiků stojíme se záchrankou nad jeho tělem, které odvážejí do nemocnice. Tisícové davy na závodišti smutně mumlají – Popler, Ruda je mrtev…“

## Poplerův odkaz
V roce 1949 byl Kinského memoriál přejmenován na Memoriál Rudolfa Poplera a bývá vždy odstartován na závěr dostihového dne při Velké pardubické. V současnosti bývá tento memoriál nazýván spíše zkráceným názvem Poplerův memoriál.
23. června 2015 byla odhalena rekonstruovaná pamětní deska Rudolfu Poplerovi. Deska byla odhalena v areálu dostihového závodiště v Pardubicích na tribuně B.